# Thorectes latus
Thorectes latus är en skalbaggsart som beskrevs av Sturm 1826. Thorectes latus ingår i släktet Thorectes och familjen tordyvlar. Inga underarter finns listade i Catalogue of Life.